# Issak Tesfom Okubamariam
Issak Tesfom Okubamariam (28 de gener de 1991) és un ciclista eritreu, professional des del 2016, actualment a l'equip Interpro Cycling Academy. Ha guanyat diferents proves en els Campionats africans.

## Palmarès
- 2011
  - Vencedor d'una etapa al Tour d'Eritrea
- 2012
  - Vencedor d'una etapa al Tour d'Algèria
  - Vencedor d'una etapa al Tour d'Eritrea
- 2013
  - Campió d'Àfrica en ruta
  - Campió d'Àfrica sub-23 en ruta
- 2016
  - Campió d'Àfrica en ruta
  - Campió d'Àfrica en contrarellotge per equips (amb Elias Afewerki, Mekseb Debesay i Amanuel Gebreigzabhier)
  - 1r a l'UCI Àfrica Tour
  - 1r al Massawa Circuit
  - Vencedor d'una etapa al Tour de Ruanda